# Lithurgus rufiventris
Lithurgus rufiventris är en biart som beskrevs av Heinrich Friese 1908. Lithurgus rufiventris ingår i släktet Lithurgus och familjen buksamlarbin. Inga underarter finns listade i Catalogue of Life.